# Campeonato Mundial de Lucha de 2026
El LXXVI Campeonato Mundial de Lucha se celebrará en Bratislava (Eslovaquia) entre el 5 y el 13 de septiembre de 2026 bajo la organización de United World Wrestling (UWW) y la Federación Eslovaca de Lucha.